# Madame Tussauds
Madame Tussauds (anteriormente escrito como Madame Tussaud's, UK [tuːˈsɔːdz], US [tuːˈsoʊz]) é um museu de cera fundado em Londres em 1835 pela escultora Marie Tussaud. As figuras atuais incluem personalidades fictícias e reais, criminosos famosos, estrelas do cinema, do esporte e da televisão.
Em 1883, pela falta de espaço no local original na Baker Street, o neto de Tussaud (Joseph Randall) procurou o edifício atual em Londres, na Marylebone Road. As novas exposições foram inauguradas em 14 de julho de 1884 e tornaram-se um grande sucesso. Madame Tussaud & Sons foi registrado como uma sociedade limitada (Ltd.) em 1889.
O museu de cera Madame Tussauds tem sido uma grande atração turística em Londres desde a era vitoriana, uma época considerada como o início da indústria turística da cidade. Operado pela empresa de entretenimento Merlin Entertainments, o museu agora está presente em quatro continentes, com a abertura da primeira filial no exterior em Amsterdã em 1970.

## História

### Antecedentes
Marie Tussaud nasceu como Marie Grosholtz em 1761 em Estrasburgo, França. Sua mãe trabalhava para Philippe Curtius em Berna, Suíça; ele era um médico especializado em modelagem de cera. Curtius ensinou a Tussaud a arte da modelagem quando ela era criança; quando ele se mudou para Paris, Marie e sua mãe o acompanharam.
Grosholtz criou sua primeira escultura de cera, de Voltaire, em 1777. Aos 17 anos, segundo suas memórias, tornou-se professora de arte de Madame Elizabeth, irmã do rei Luís XVI. Durante a Revolução Francesa, foi presa com Joséphine de Beauharnais, futura esposa de Napoleão, por três meses, quase foi guilhotina, mas posteriormente libertada em troca da fabricação de máscaras mortuárias. Durante a Revolução, ela fez modelos de muitas vítimas famosas assassinadas.

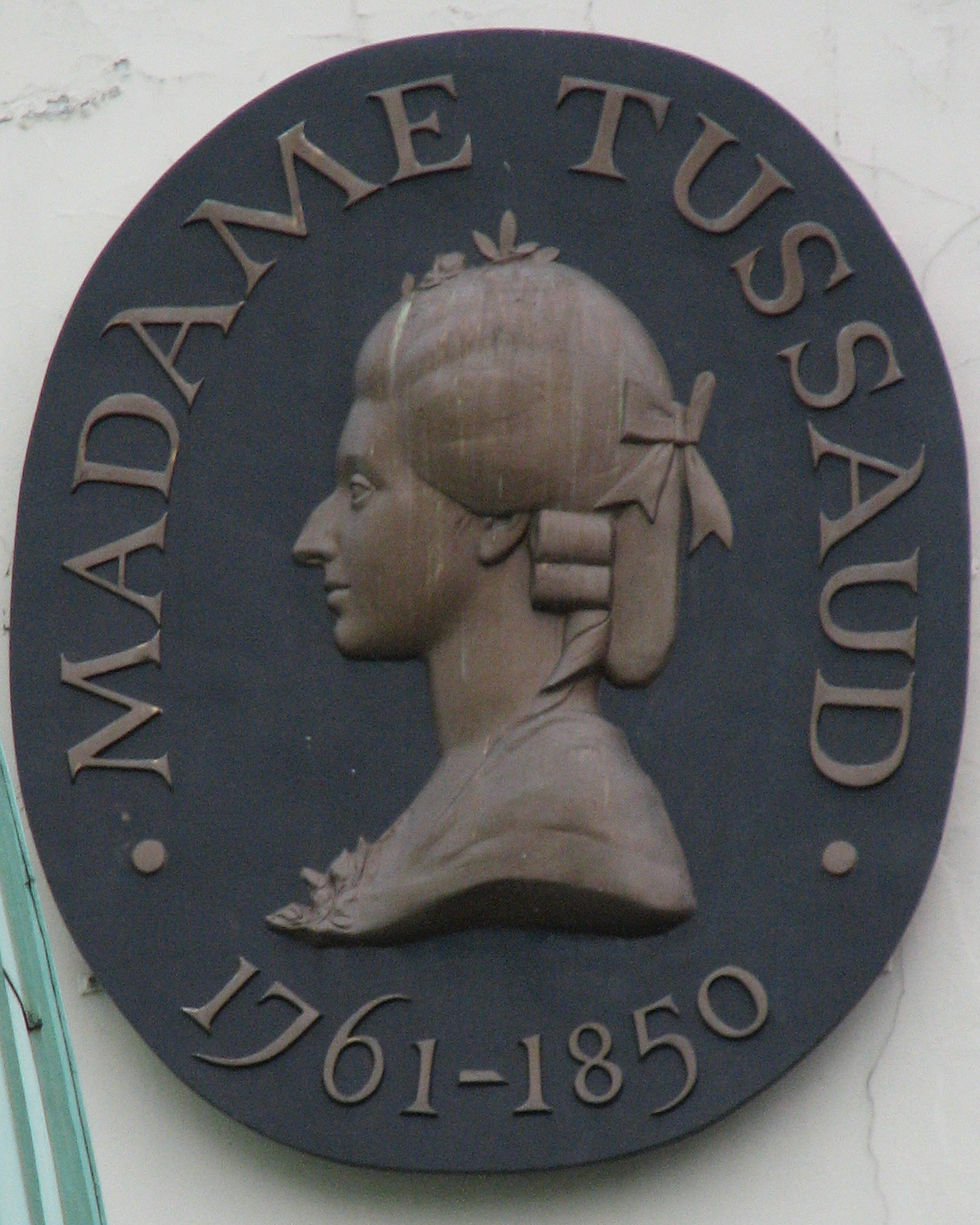
Placa memorial no museu de cera que Madame Tussaud fundou em Londres

Grosholtz herdou a vasta coleção de modelos de cera de Curtius após sua morte em 1794. Nos 33 anos seguintes, ela viajou pela Europa com uma exposição itinerante. Ela se casou com François Tussaud em 1795, adotou o sobrenome dele e renomeou sua coleção para "Madame Tussaud's". Em 1802, aceitou um convite do ator de fantasmagoria Paul Philidor para exibir suas estátuas junto com seu espetáculo no Lyceum Theatre, em Londres. Uma onda de criatividade estava em voga na capital francesa quando Tussaud chegou à cidade, como o surgimento do melodrama no teatro, a primeira aparição de Joseph Grimaldi com seu personagem de palhaço e a publicação de poemas de William Wordsworth. Para o evento, Tussaud levou consigo todas as suas máscaras mortuárias, rostos de cera e bustos. Reclamando que Philidor não conseguiu divugá-la, ela decidiu então abrir um negócio sozinho.
Impossibilitada de retornar à França por causa das Guerras Napoleônicas, ela viajou por toda Grã-Bretanha e Irlanda expondo sua coleção. A partir de 1831, fez uma série de aluguéis de curta duração no andar superior do Baker Street Bazaar (no lado oeste da Baker Street, Dorset Street e King Street em Londres). Esta se tornou a primeira localização permanente em 1836.

### Fundação

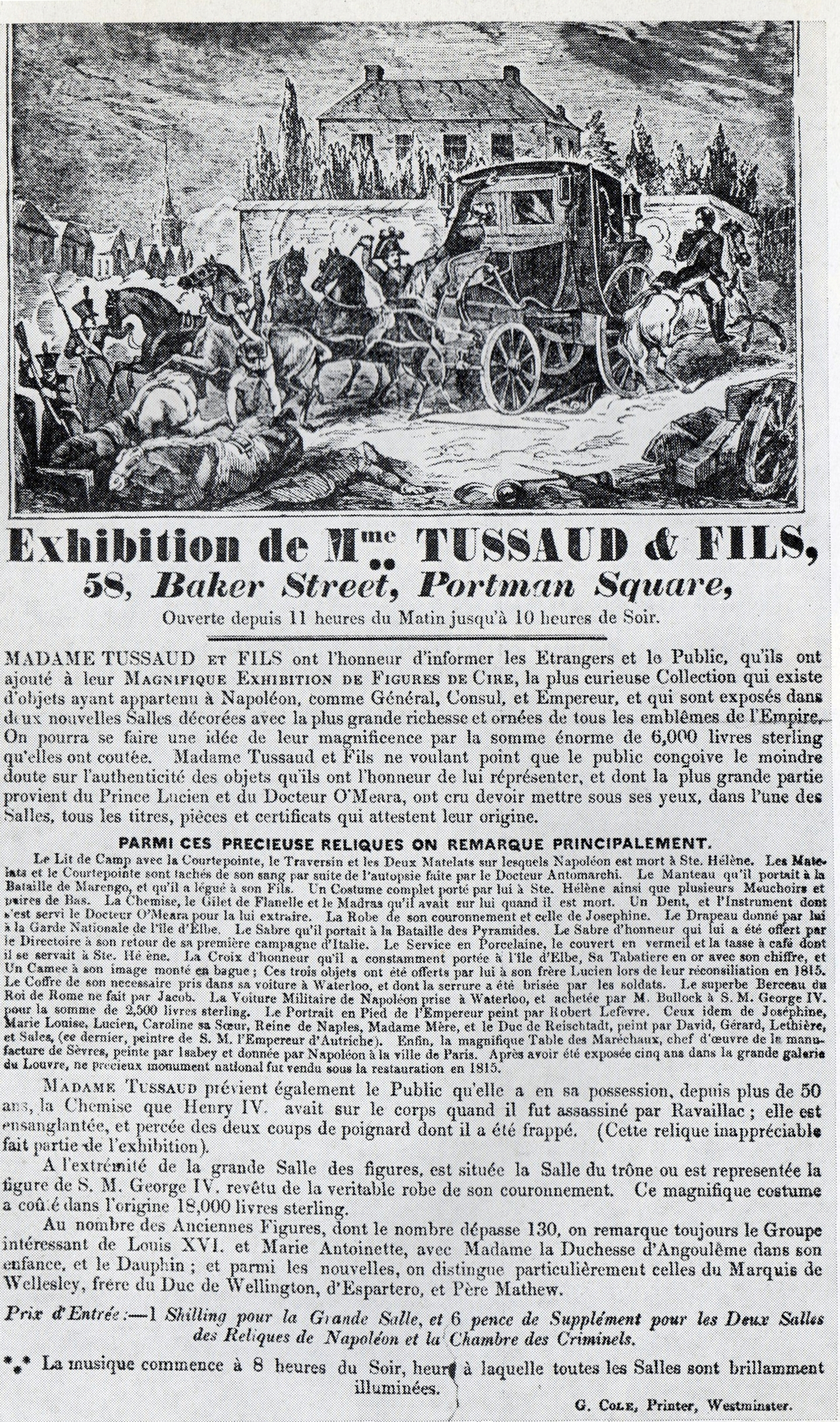
Cartaz anuncia a exposição de figuras de cera de Tussaud, Baker Street, Londres, 1835

Em 1835, ela estabeleceu-se em Baker Street e abriu o museu. Uma das principais atrações de seu museu era a "Câmara dos Horrores". O nome é frequentemente creditado a um colaborador da revista Punch em 1845, mas Tussaud parece tê-lo criado ela mesma, usando-o em publicidade já em 1843. Esta parte da exposição incluía vítimas da Revolução Francesa e figuras recém-criadas de assassinos e outros criminosos. Outras pessoas famosas foram adicionadas ao museu, incluindo Lord Nelson, Arthur Wellesley, 1.º Duque de Wellington, Henrique VIII e a Rainha Victoria. O museu tornou-se pioneiro na inovação de várias formas de publicidade, obteve sucesso comercial e se estabeleceu como uma marca famosa. O Hall da Fama exerceu grande influência entre o público da Londres Vitoriana, e a inclusão nele foi a prova definitiva de que alguém havia alcançado o "status de celebridade".
| Madame Tussauds                                  | Hoje em dia ninguém pode ser considerado propriamente popular, a menos que seja admitido na companhia das celebridades do Madame Tussaud, na Baker Street. A única maneira de causar uma impressão poderosa e duradoura no público é através da cera. Você deve ser uma boneca no Madame Tussaud antes de se tornar um ídolo da multidão. Madame Tussaud tornou-se de fato o único distribuidor de reputação permanente. | Madame Tussauds |
| — "The Tussaud Test of Popularity", Punch, 1849, | |                 |

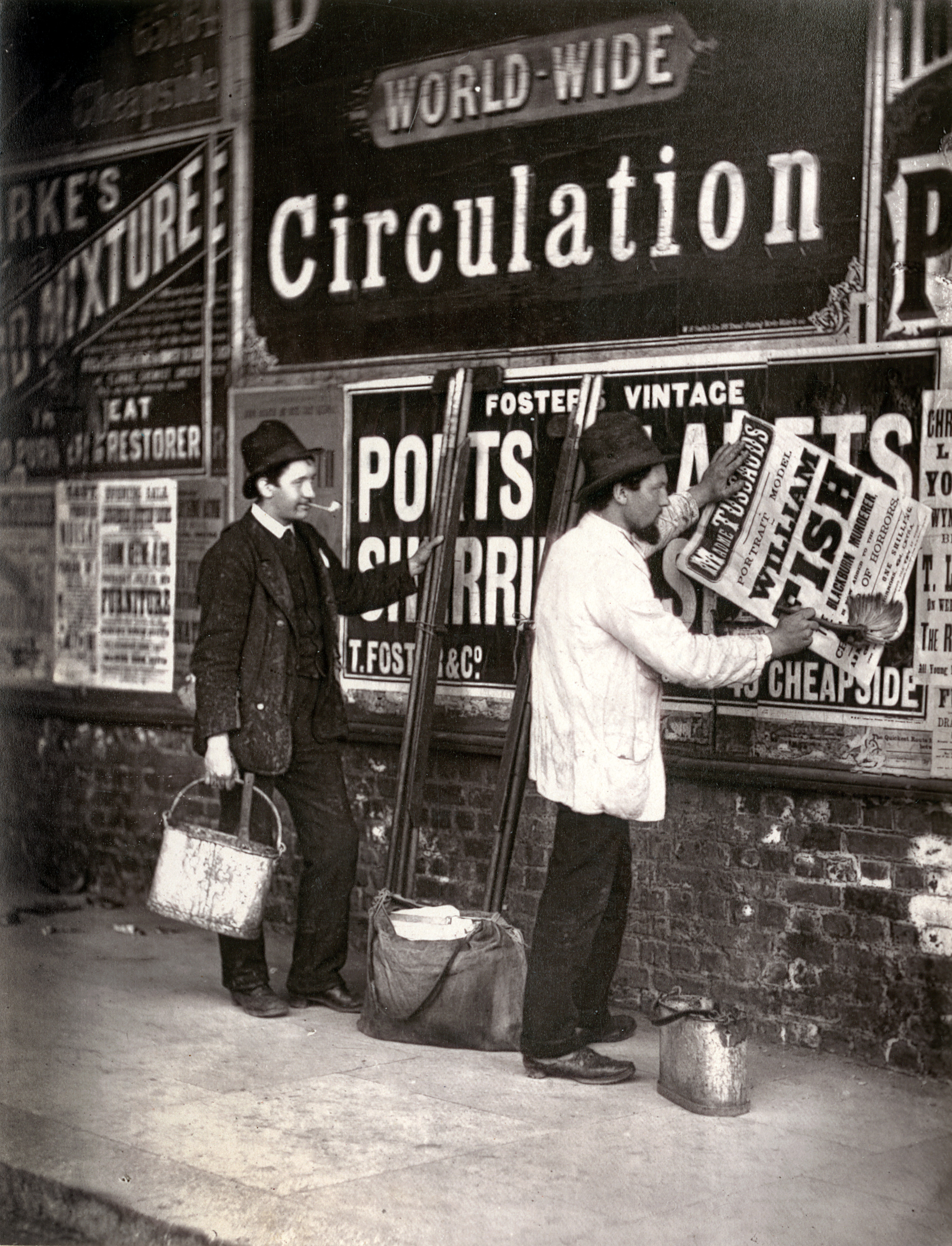
Publicitário colando um anúncio da Câmara dos Horrores de Madame Tussaud, Londres, 1877. As primeiras exibições incluíram Burke e Hare. A câmara fechou em 11 de abril de 2016 e foi substituída pela "Sherlock Holmes Experience".

Outras empresas em Baker Street lucraram por estar próximas do museu e, em 1860, Charles Dickens o saudou como um dos entretenimentos mais populares de Londres, escrevendo: "Madame Tussaud's é algo mais que uma exposição, é uma instituição". Uma estátua de cera de Dickens apareceu no museu em 1873, três anos após sua morte. Ainda existem algumas esculturas que foram feitas pela própria Marie Tussaud. A galeria continha originalmente cerca de 400 figuras diferentes, mas os danos causados por um incêndio em 1925, juntamente com as bombas durante a Blitz em Londres em 1941, danificaram gravemente a maioria desses modelos mais antigos. Os próprios moldes sobreviveram, permitindo a reconstrução das estátuas de cera históricas, que podem ser vistas na ala de história do museu. A figura mais antiga em exibição é a de Madame du Barry, obra de Curtius de 1765, e parte das estátuas de cera deixadas para Grosholtz quando ele morreu. Outros rostos da época da fundadora incluem Robespierre e George III. Em 1842, ela fez um autorretrato, que hoje está exposto na entrada do prédio. Tussaud morreu enquanto dormia em Londres em 16 de abril de 1850.
Em 1883, o pequeno espaço e o custo crescente do local na Baker Street levaram seu neto, Joseph Randall, a encomendar a construção de um prédio no local atual em Marylebone Road. As galerias foram inauguradas em 14 de julho de 1884 e foram um grande sucesso. Randall comprou a metade das ações de sua prima Louisa em 1881, e isso, somado aos custos de construção, resultou em um capital muito pequeno. Ele formou uma sociedade anônima em 1888 para atrair novo capital, mas teve que ser dissolvida após divergências entre os acionistas da família. Em fevereiro de 1889, o museu foi vendido a um grupo de empresários liderados por Edwin Josiah Poyser. O bisneto de Tussaud, John Theodore Tussaud, continuou em seu papel como gerente e artista-chefe do museu. A primeira filial estrangeira do Madame Tussauds foi inaugurada em Amsterdã em 1970.

### Atualidade
Em 2005, o Madame Tussauds foi vendido para uma empresa de Dubai, o Dubai International Capital, por £ 800 milhões (US$ 1,5 bilhão). Em maio de 2007, The Blackstone Group o comprou por US$ 1,9 bilhão; a empresa foi então fundida com a Merlin Entertainments da Blackstone. Após a aquisição do Tussauds, a Dubai International Capital ganhou 20% da Merlin Entertainment. Em 17 de julho de 2007, o museu foi vendido ao investidor privado Nick Leslau e sua empresa de investimentos Prestbury. Embora os locais de atração sejam propriedade da Prestbury, eles são operados pela Merlin com base em um contrato de arrendamento renovável de 35 anos.
Em 2009, uma estátua de cera de 5+1/2 polegadas (501 cm) de Tinker Bell (a fada de J. M. Barrie em Peter Pan) tornou-se a menor figura do museu de todos. Em 2010, incorporou o Planetário de Londres em sua ala oeste. É conhecido desde 2007 como "Madame Tussauds", sem apóstrofo.  Em julho de 2008, a filial em Berlim ficou envolvida em polêmica quando um alemão de 41 anos passou por dois guardas e decapitou uma figura de cera representando Adolf Hitler. Acreditava-se que este era um ato de protesto contra a exibição do ditador ao lado de heróis do esporte, estrelas de cinema e outras figuras históricas. A estátua foi reparada e o autor do ataque admitiu que quebrou a estátua para ganhar uma aposta. O modelo original de Hitler foi apresentado na sede em Londres em abril de 1933; era frequentemente vandalizado e um substituto de 1936 teve que ser cuidadosamente guardado. Em janeiro de 2016, a estátua de Hitler foi removida da seção Câmara dos Horrores em resposta a um editorial publicado por um colaborador do The Jewish Journal of Greater Los Angeles.
O primeiro Madame Tussauds da Índia foi inaugurado em Nova Delhi em 1 de dezembro de 2017. Sua operadora, Merlin Entertainments, planejou um investimento de 50 milhões de libras nos próximos 10 anos. Possui mais de 50 modelos de cera, incluindo figuras políticas e de entretenimento. Em 30 de dezembro de 2020, a filial em Delhi confirmou o encerramento temporário do museu, mas reabriu em 2022. Os fabricantes demoram meses para criar uma nova escultura e cada peça pode custar mais de 186 mil dólares (160 mil euros).

## Localizações

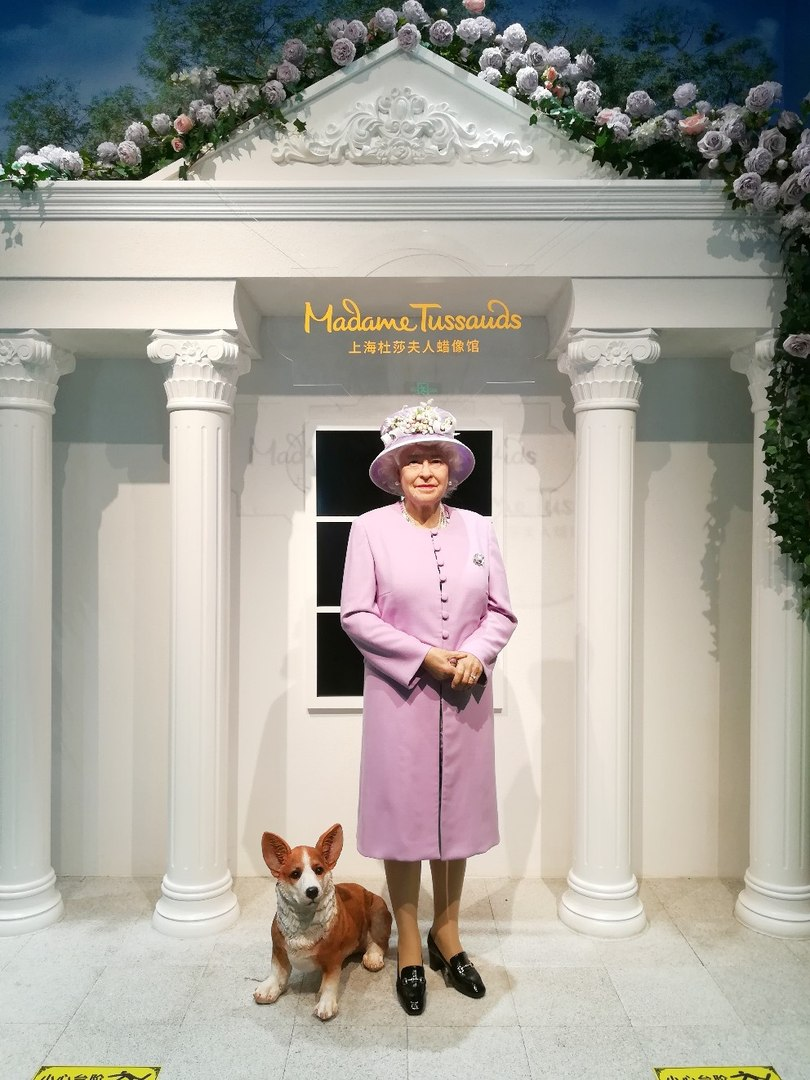
Madame Tussauds em Xangai, China, exibindo uma figura de cera da Rainha Elizabeth II, inaugurado em 2006.

### Ásia
- Pequim, China (2014)[41]
- Chongqing, China (2016)[42]
- Xangai, China (2006)[43]
- Wuhan, China (2013)[44]
- Hong Kong (2000)[45]
- Délhi, Índia (2017-2020/2023)[46][47]
- Tóquio, Japão (2013)[48]
- Singapura (2014)[49]
- Bangkok, Tailândia (2010)[50]
- Dubai, Emirados Árabes Unidos (2021)[51]

### Europa
- Amsterdã, Países Baixos (1970)[52]
- Berlim, Alemanha (2008)[53]
- Blackpool, Reino Unido (2011)[54]
- Budapeste, Hungria (2023)[55]
- Istambul, Turquia (2016)[56]
- Londres, Reino Unido (1835)[57]
- Praga, República Tcheca (2019)[58]
- Viena, Áustria (2011)[59]

### América do Norte
- Hollywood, Estados Unidos (2009)[60]
- Las Vegas, Estados Unidos (1999)[61]
- Nashville, Tennessee, Estados Unidos (2017)[62]
- New York City, Estados Unidos (2000)[63]
- Orlando, Flórida, Estados Unidos (2015)[64]
- San Francisco, Estados Unidos (2014)[65]
- Washington, D.C., Estados Unidos (2007–2021)[66]

### Oceania
- Sydney, Austrália (2012)[67]

## Na cultura popular

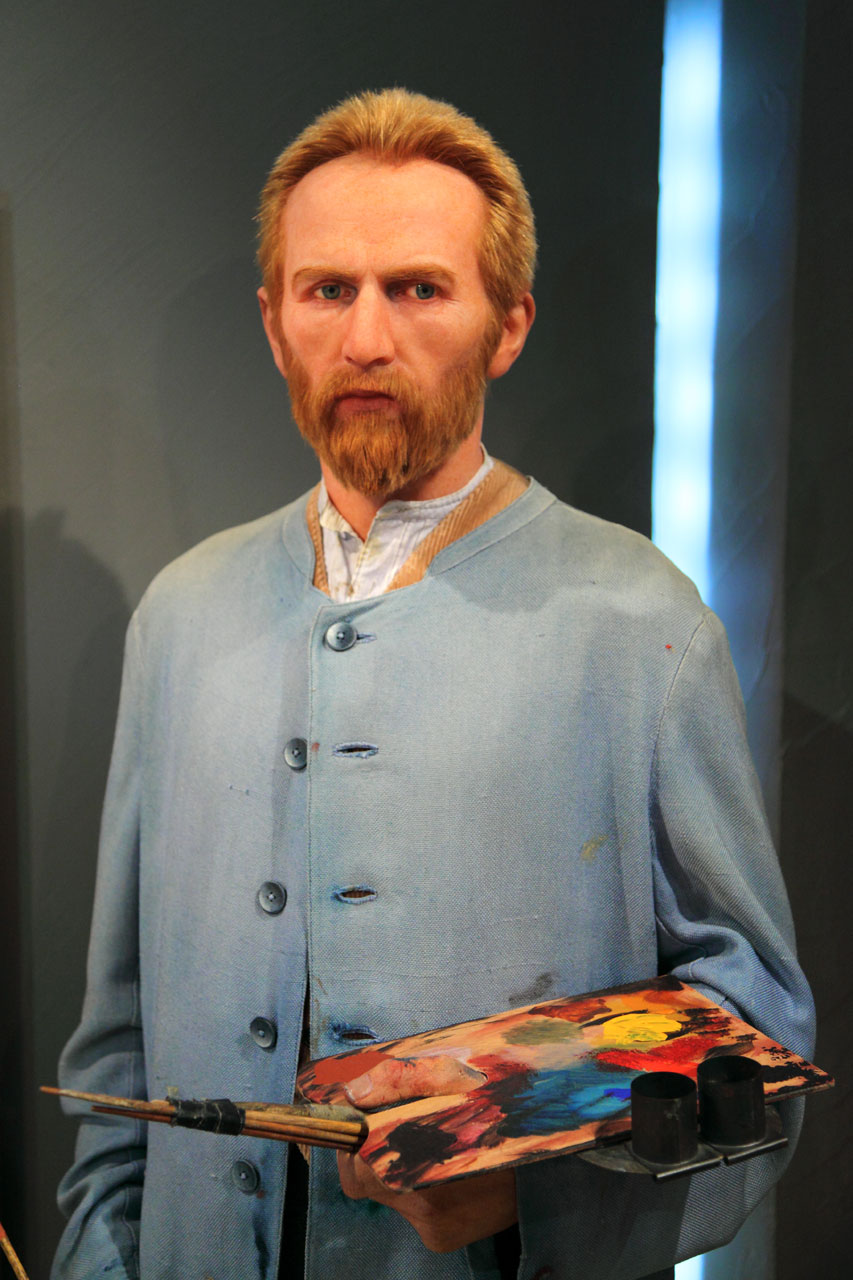
Escultura do pintor Vincent van Gogh

### Entre celebridades
Celebridades muitas vezes posam como suas figuras de cera como pegadinhas e golpes publicitários:
- Em 3 de novembro de 2009, a filial do museu em Nova York foi destaque do programa Today da NBC após o meteorologista Al Roker posar no lugar de sua estátua de cera por duas horas e surpreender visitantes desavisados;[68]
- Os jogadores da NBA Carmelo Anthony e Jeremy Lin pregaram peças nos fãs durante a inauguração de suas estátuas nos museus de Nova York e São Francisco, respectivamente.[69][70]
- Em 2015, Arnold Schwarzenegger posou como a estátua do Exterminador do Futuro no museu de Hollywood, para promover um evento de caridade.[71]
- Ant & Dec pregou uma peça em Olly Murs enganando-o para que ele usasse uma máquina que "escaneará cada parte do rosto e do corpo para criar a figura de cera mais precisa de todos os tempos".[72]

### Na música
- Madame Tussauds é o foco da canção de Steve Taylor, "Meltdown", que descreve alguém ligando o termostato e causando o derretimento da cera.[73] Taylor escreveu a canção como "uma nova metáfora para fazer [a] mesma pergunta" de Jesus: "De que adianta um homem ganhar o mundo inteiro, mas perder sua alma?".[74]
- The Beatles tiveram suas figuras de cera apresentadas junto com recortes de papelão de várias pessoas famosas na arte da capa de Sgt. Pepper's Lonely Hearts Club Band (1967).[75]
- Esculturas do Madame Tussauds são usadas na capa do álbum de Rick Wakeman, The Six Wives of Henry VIII. Uma estátua de cera de Richard Nixon também aparece ao fundo.[76]